# Fauna de la zona d'exclusió de Txornòbil

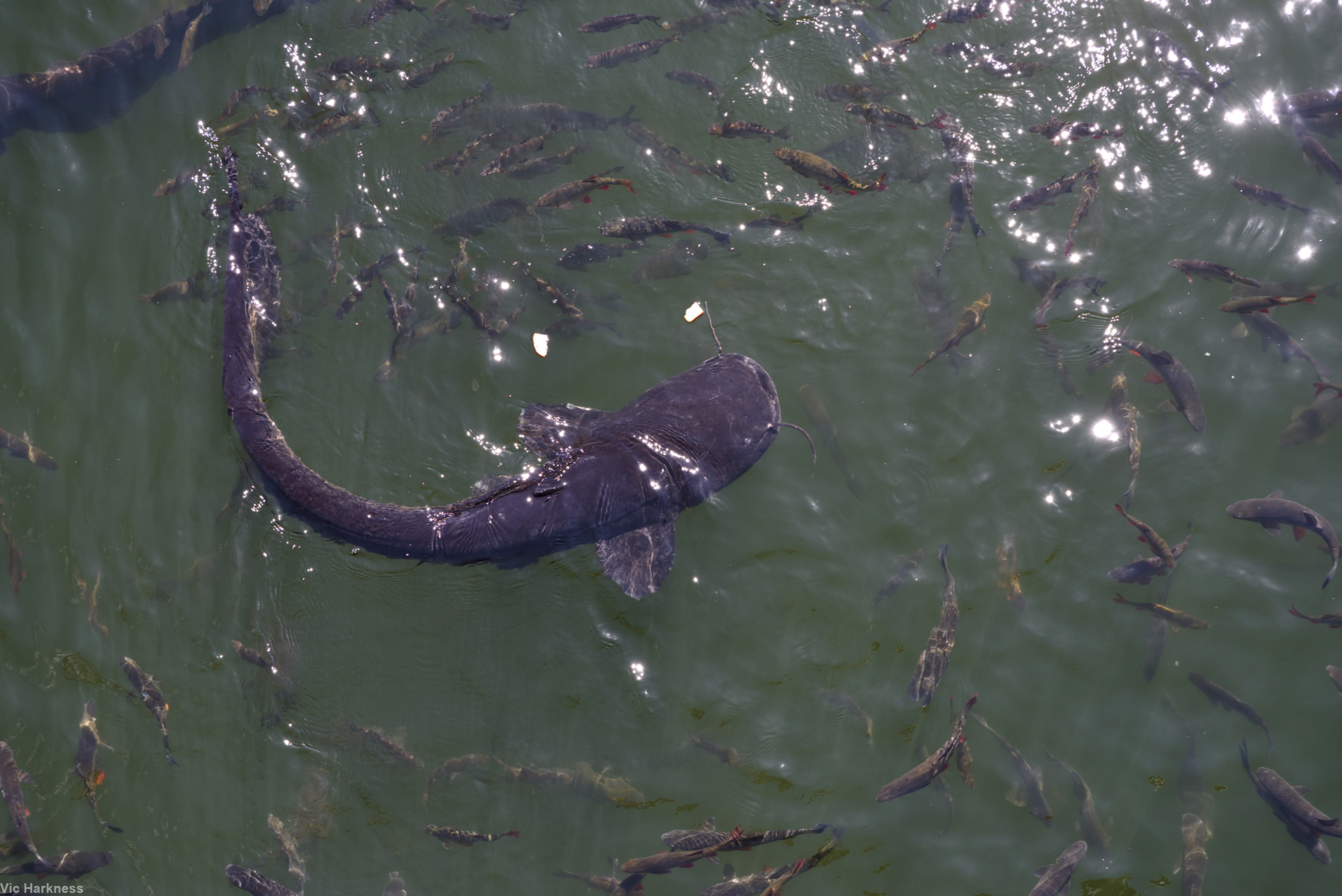
Peix gat a la ZET

La fauna de la zona d'exclusió de Txornòbil inclou els animals que viuen a la zona d'exclusió de Txornòbil (ZET) des que la ciutat fou abandonada pels humans a conseqüència de l'accident nuclear que s'hi produí el 1986. Entre els animals que s'hi troben hi ha ants, cérvols, castors, mussols, ossos bruns, linxs i llops. Els nivells de contaminació radioactiva continuen sent alts malgrat el pas del temps, però l'absència d'humans crea oportunitats per a animals que han desaparegut o entrat en declivi a altres parts d'Europa. Per exemple, la concentració de llops a la ZET és set vegades superior a la que hi ha a les zones no contaminades.

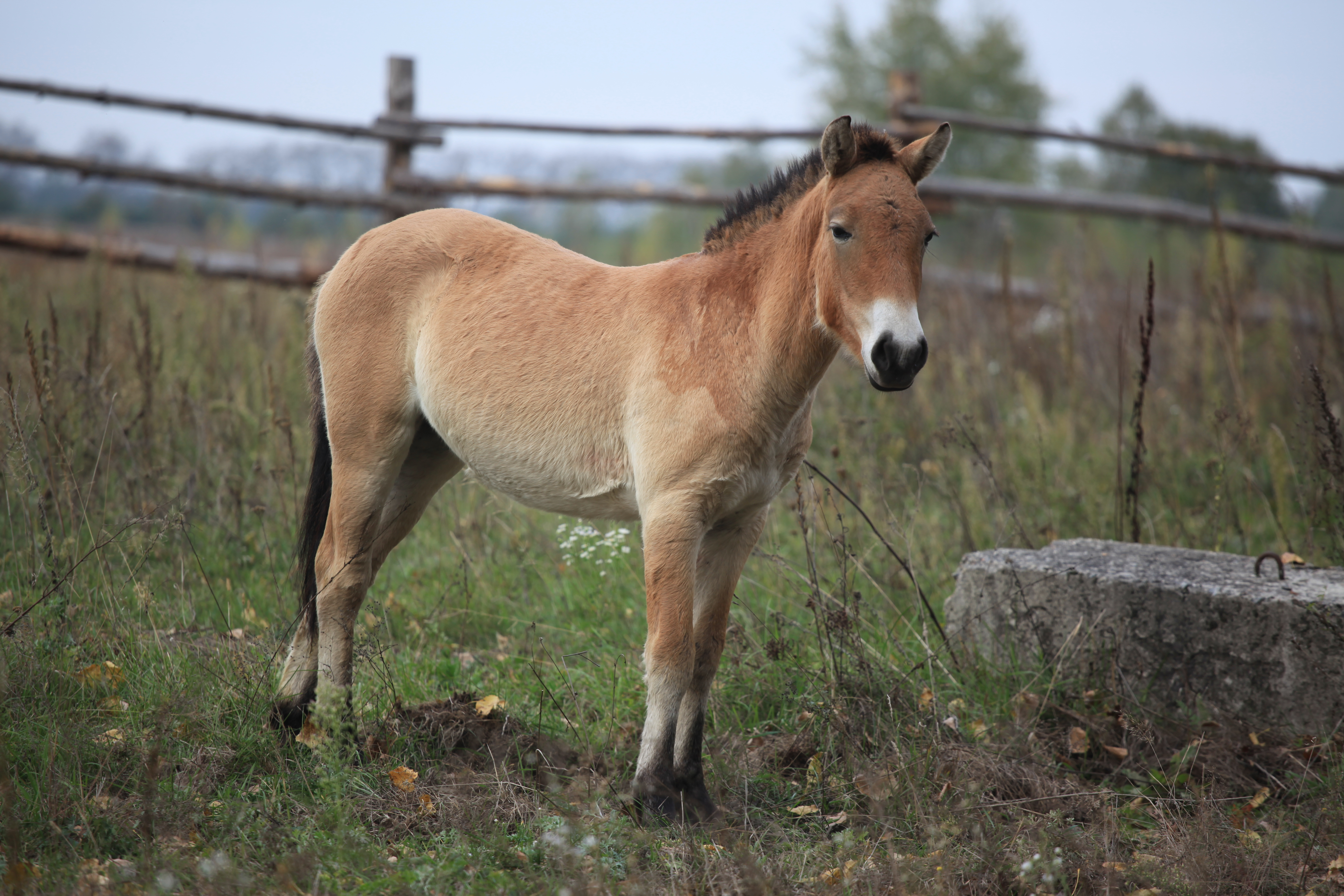
Cavall de Przewalski a la ZET

A data de 2016, havia transcorregut aproximadament un període de semidesintegració de l'isòtop radioactiu cesi-137, que pot afectar la reproducció dels animals, mentre que l'estronci radioactiu tendeix a acumular-se als ossos i, per tant, té un impacte poc significatiu sobre la seva capacitat reproductiva.
La ZET fou un dels llocs elegits per a la reintroducció del cavall de Przewalski, que fins a finals del segle XX es considerava extint en estat salvatge. Les poblacions d'aquest animal a la zona cresqueren fins a assolir un màxim de 65 el 2003, però des d'aleshores han tornat a minvar a causa de la caça furtiva.
A més a més dels animals salvatges, també hi ha descendents feralitzats dels animals de companyia que foren abandonats durant l'evacuació de la zona el 1986. Per exemple, es calcula que més de 900 gossos de carrer viuen a la central nuclear de Txornòbil o prop d'ella.